# Walla Walla
Walla Walla è un comune (city) degli Stati Uniti d'America e capoluogo della contea di Walla Walla nello Stato di Washington. La popolazione era di 31 731 persone al censimento del 2010. La popolazione di Walla Walla e dei suoi due sobborghi, il comune di College Place e la non incorporata "East Walla Walla", è di circa 45 000 abitanti. Walla Walla si trova nella regione sud-orientale dello Stato, a circa cinque ore di distanza in auto sia da Portland, Oregon, che da Seattle, Washington, e tredici miglia a nord del confine con l'Oregon.

## Geografia fisica
Secondo lo United States Census Bureau, Walla Walla ha un'area totale di 12,84 mi² (33,26 km²).

## Storia
La storia documentata in questo stato inizia con la creazione di Fort Nez Perce nel 1818 dalla North West Company per commerciare con la tribù dei Walla Walla e altri gruppi nativi americani locali. All'epoca, il termine "Nez Perce" è stato utilizzato in modo più ampio rispetto ad oggi, e comprendeva i Walla Walla nel suo campo di applicazione in uso della lingua inglese. Fort Nez Perce ha avuto il suo turno di nome a Fort Walla Walla. Si trovava in modo significativo ad ovest della città attuale.
Il 1º settembre 1836, Marcus Whitman arrivò con sua moglie Narcissa Whitman. Qui fondarono la missione Whitman in un fallito tentativo di convertire la tribù locale dei Walla Walla al cristianesimo. A seguito di un'epidemia di malattia, entrambi furono uccisi dalla tribù dei Cayuse che credevano che i missionari stessero avvelenando i popoli nativi. Il Whitman College è stato fondato in loro onore.
In origine la North West Company che più tardi divenne la Compagnia della Baia di Hudson ne fece di Fort Nez Percés un avamposto per il commercio di pellicce, diventando un importante punto di sosta per i migranti che provenivano ad ovest dell'Oregon Country. Il forte è stato restaurato con molti degli edifici originali conservati. L'attuale Fort Walla Walla contiene questi edifici, anche se in una posizione diversa da quella originale, così come un museo sulla vita dei primi coloni.
Le origini di Walla Walla nella sua posizione attuale iniziarono con la creazione di Fort Walla Walla da parte dell'esercito degli Stati Uniti qui nel 1856. Il fiume Walla Walla, dove confina con il fiume Columbia, era il punto di partenza della Mullan Road, costruita tra il 1859 e il 1860 da parte del tenente dell'esercito degli Stati Uniti John Mullan, che collega la testa della navigazione sul Columbia a Walla Walla (vale a dire, la costa occidentale degli Stati Uniti) con la testa di navigazione sul Missouri-Mississippi (vale a dire, l'Oriente e il Golfo delle coste degli Stati Uniti) a Fort Benton, Montana.
Walla Walla è stata incorporata l'11 gennaio 1862. Come risultato della corsa all'oro nell'Idaho, nel corso di questo decennio, la città è diventata la più grande comunità nel territorio di Washington, e ad un certo punto era previsto per essere la capitale del nuovo stato. In seguito a questo periodo di rapida crescita, l'agricoltura è diventata l'industria primaria della città.

## Società

### Evoluzione demografica
Secondo il censimento del 2010, c'erano 31 731 persone.

### Etnie e minoranze straniere
Secondo il censimento del 2010, la composizione etnica della città era formata dall'81,6% di bianchi, il 2,7% di afroamericani, l'1,3% di nativi americani, l'1,4% di asiatici, lo 0,3% di oceanici, il 9,1% di altre razze, e il 3,6% di due o più etnie. Ispanici o latinos di qualunque razza erano il 22,0% della popolazione.

## Amministrazione

### Gemellaggi
- Sasayama, dal 1972